# Puig Rafols
Puig Rafols är en bergstopp i Spanien.   Den ligger i provinsen Província de Lleida och regionen Katalonien, i den östra delen av landet, 400 km öster om huvudstaden Madrid. Toppen på Puig Rafols är 639 meter över havet.
Terrängen runt Puig Rafols är platt västerut, men österut är den kuperad. Runt Puig Rafols är det glesbefolkat, med 19 invånare per kvadratkilometer. Närmaste större samhälle är Montblanc, 15,3 km sydost om Puig Rafols. 